# خلبوب فشاغي
خُلْبُوب فَشَاغِي هو نوع من النباتات المزهرة في جنس الخلبوب ، مهده شيلي. وقد حصلت على جائزة الجمعية الملكية البستانية لجائزة الاستحقاق للحدائق . 